# Severino Andreoli
Severino Andreoli, född 8 januari 1941 i Caprino Veronese, är en italiensk före detta tävlingscyklist.
Andreoli blev olympisk silvermedaljör i lagtempoloppet vid sommarspelen 1964 i Tokyo.